# Barischa
Koordinaten: 36° 9′ 58″ N, 36° 38′ 10″ O

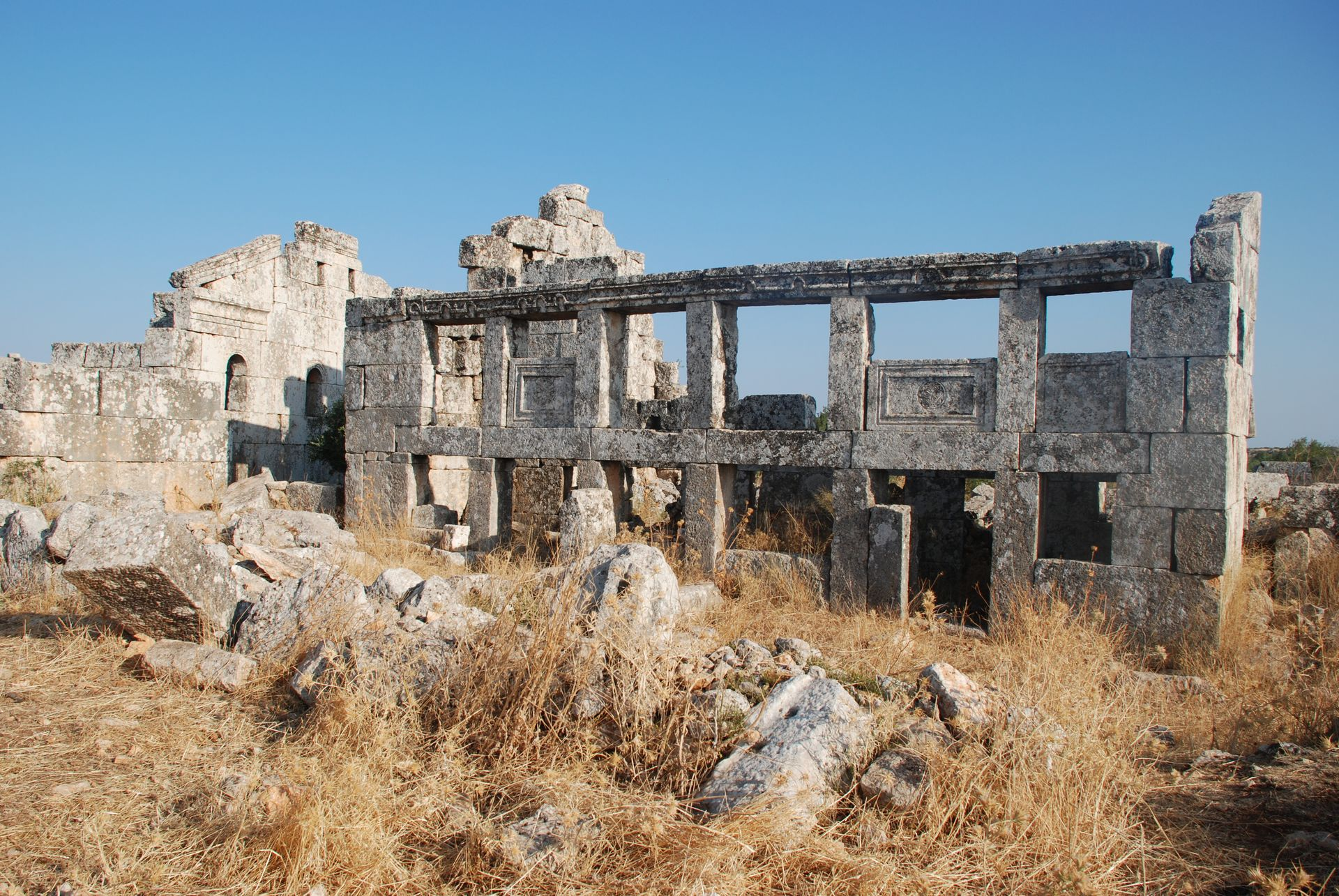
Residenz mit Pfeilerportikus, links der Ostgiebel der Basilika

Barischa, (arabisch باريشا, DMG Bārīšā) auch Barisha und Baricha; ist ein Dorf und eine antike Siedlung im Gebiet der Toten Städte im Nordwesten von Syrien. Aus frühbyzantinischer Zeit sind die Reste von meist einfachen Wohngebäuden und von einigen Olivenpressen erhalten.

## Lage
Der Ort liegt im Gouvernement Idlib auf dem gleichnamigen Höhenrücken, dem Dschebel Barischa, im mittleren Bereich des nordsyrischen Kalksteinmassivs. Die Straße in nördlicher Richtung führt nach einem Kilometer an der Abzweigung Richtung Dehes vorbei und erreicht nach vier Kilometern an einer Kreuzung das kleine Dorf Ras al-Hosn, nach weiteren zwei Kilometern die frühbyzantinischen Nachbarorte Baqirha und Dar Qita. Von hier sind es weitere acht Kilometer Richtung Osten bis zur Einmündung in die Schnellstraße von Aleppo am syrisch-türkischen Grenzübergang Bal al-Hawa. Der bekannteste Ort der Region ist Qalb Loze, das acht Kilometer westlich, von Barischa durch ein Tal getrennt auf dem ebenfalls in nord-südlicher Richtung verlaufenden Dschebel il-Ala liegt. Weitere antike Ruinenstätte befinden sich in der Nähe. Richtung Süden führt die Straße über Deir Seta nach Idlib.
Vom modernen Dorf ohne Infrastruktur ist das Ruinenfeld einen halben Kilometer im Norden zu erkennen. Es liegt an einem flachen Hang jenseits eines Tals inmitten von Olivenhainen und Getreidefeldern in kleinen Parzellen, die durch Lesesteinmauern getrennt sind. Die antiken Mauerreste sind teilweise von Gebüsch eingewachsen.

## Ortsbild
Der Anbau von Oliven und Wein war zur Blütezeit vom 4. bis 6. Jahrhundert die wirtschaftliche Grundlage des Ortes. In Barischa sind im Vergleich zu anderen Toten Städten überdurchschnittlich viele Olivenpressen erhalten geblieben. Es gab im Ortszentrum im Bereich der Kirche einige herrschaftliche zweigeschossige Gebäude, die als Residenzen bezeichnet werden und denen an einer Längsseite ein Pfeilerportikus vorgestellt war. Auffällig ist die hohe Zahl kleinerer und sehr einfacher Wohngebäude mit rechteckigen schmucklosen Fenstern ohne Portikus, deren aufrecht stehende Wände aus riesigen Steinquadern aufgemauert sind.
Barischa wurde im Unterschied zu den meisten Toten Städten erst spät archäologisch untersucht und ist daher auch in der allgemeinen Literatur wenig bekannt. Die erste gründliche Untersuchung der Kirche aus dem 6. Jahrhundert nahm Christine Strube ab den 1970er Jahren vor.

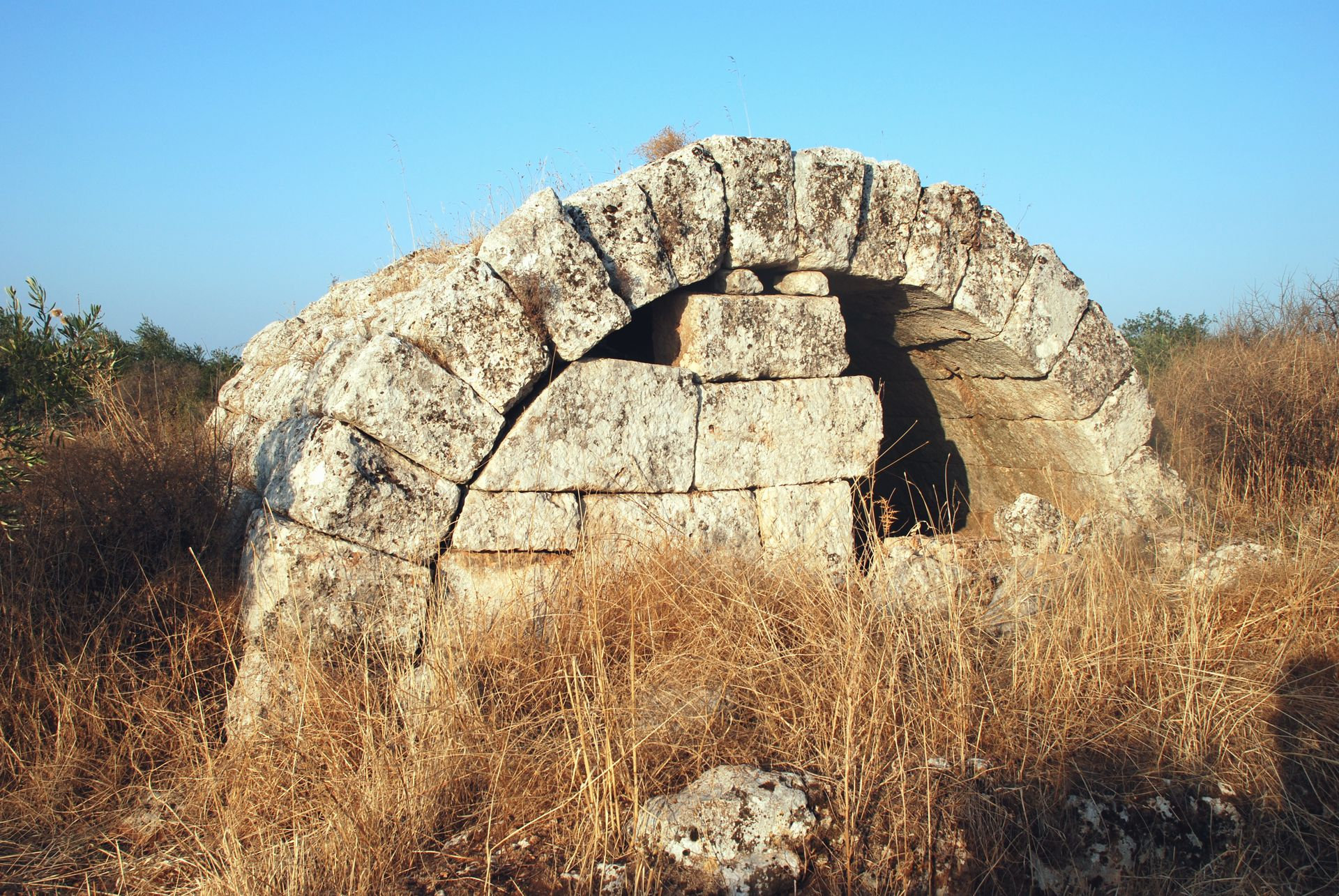
Gewölbe über der Zisterne

Die einzige, von einer lokalen Werkstatt errichtete Kirche ist eine dreischiffige Säulenbasilika mit einem rechteckigen Altarraum im Osten, der von seitlichen Nebenräumen flankiert wird. Sie hat eine gerade abschließende Ostwand. Diese Kombination ist eine Entwicklung des späten 5. Jahrhunderts. Der nördliche Nebenraum war vom Seitenschiff durch eine Tür zugänglich, deren Umrahmung aus Bändern im Flachrelief besteht. Einzig der Sturzstein ist durch ein Wellenband mit Blattwerk aufwändiger gestaltet. Wegen der Tür ist dieser Raum als Diakonikon auszumachen, der südliche Nebenraum war durch einen breiteren Rundbogen mit dem Kirchenschiff verbunden, wie es für das Martyrion (Reliquienkammer) typisch ist. In der vollständig erhaltenen östlichen Giebelwand befinden sich vier Fenster mit Rundbogensturz („arcuated lintel“) und schwach reliefierter Umrahmung auf gleicher Höhe. Das Gesimsband ragt dagegen mit einer kräftigen Hohlkehle hervor.
Als Wasserspeicher für die trockene Jahreszeit dienten in vielen Orten Höhlen in den karstigen Felsen, die nur an Schöpföffnungen im Boden erkennbar sind. In Barischa ist eine aus dem massiven Kalksteinuntergrund gehauene Zisterne mit oberirdischem Gewölbe erhalten. Die Innenmaße betragen etwa 4 × 6,5 Meter. Zum Boden der etwa acht Meter tiefen Zisterne führt eine monolithische Steintreppe entlang der Wand hinab. Der Scheitelpunkt des Gewölbes liegt drei Meter über dem Gelände.

## Sonstiges
Am 26. Oktober 2019 tötete sich der Terrorist und Anführer des sogenannten Islamischen Staats, Abu Bakr al-Baghdadi, während der Operation Kayla Mueller US-amerikanischer Spezialkräfte in Barischa selbst, um einer Gefangennahme zu entgehen.